# Polyommatus dorsumstellae
Polyommatus dorsumstellae är en fjärilsart som beskrevs av Gary R. Graves 1923. Polyommatus dorsumstellae ingår i släktet Polyommatus och familjen juvelvingar. Inga underarter finns listade i Catalogue of Life.